# Heusden (Brabancja Północna)
Heusden – miasto i gmina w południowej Holandii (prowincja Brabancja Północna). Liczy ok. 42 tys. mieszkańców (2008).